# Ghasula
Ghasula (arab. غسولة) – miejscowość w Syrii, w muhafazie Damaszek. W 2004 roku liczyła 3272 mieszkańców.